# Ksawery Borowik
Ksawery Borowik (ur. 4 grudnia 1942 w Radomsku, zm. 9 września 2020) – polski judoka, mistrz i reprezentant Polski, przedsiębiorca.

## Życiorys
W latach 1964–1975 był zawodnikiem AZS Wrocław, jego pierwszym trenerem był Ewaryst Jaskólski.
Siedmiokrotnie zdobywał tytuł mistrza Polski: w 1968, 1970, 1972 i Mistrzostwa Polski w Judo 1973 w kategorii open, w 1969, 1970 i Mistrzostwa Polski w Judo 1971 w kategorii +93 kg. Ponadto w 1968 i 1973 został wicemistrzem Polski w kategorii +93 kg, w 1974 zdobył brązowy medal MP w kategorii +93 kg, w 1971 i 1974 brązowy medal MP w kategorii open.
W 1968 zdobył dwa brązowe medale podczas akademickich mistrzostw świata: indywidualnie w kategorii +93 kg i drużynowo. Posiadał 2 Dan w judo.
Po zakończeniu kariery sportowej był przedsiębiorcą. Od 1988 był udziałowcem i członkiem zarządu Przedsiębiorstwo Konserwacji Zabytków Produkcji Handlu i Usług Retropol sp. z o.o., która stała się w 1990 użytkownikiem wieczystym wrocławskiego Wzgórza Paryzantów i utraciła to prawo po wieloletnim procesie sądowym w 2017.
Z poparciem Unii Polityki Realnej startował bez sukcesu w 1991 w wyborach do Senatu. W 1991 założył efemeryczną Polską Partię Demokratyczno-Radykalną. Był też członkiem Samoobrony Rzeczpospolitej Polskiej i startował z listy tej partii w wyborach do Sejmu w 1993 (otrzymał miejsce 8. na liście krajowej tej partii), wyborach do Sejmu w 2005 oraz w wyborach do Sejmiku Województwa Dolnośląskiego podczas wyborów samorządowych w 2006.